# Югані Гіманка
Югані Гіманка (фін. Juhani Himanka, нар. 19 квітня 1956, Тервола) — фінський футболіст, що грав на позиції нападника.
Виступав, зокрема, за клуб «Кемі Сіті», а також національну збірну Фінляндії.

## Клубна кар'єра
У дорослому футболі дебютував 1977 року виступами за команду «Сундсвалль», у якій провів один сезон. 
Згодом з 1979 по 1982 рік грав у складі команд «Оулун Паллосеура» та «Ліллестрем».
У 1983 році перейшов до клубу «Кемі Сіті», за який відіграв 9 сезонів. Завершив професійну кар'єру футболіста виступами за команду «Кемі Сіті» у 1992 році.

## Виступи за збірну
У 1979 році дебютував в офіційних матчах у складі національної збірної Фінляндії.
У складі збірної був учасником  футбольного турніру на Олімпійських іграх 1980 року у Москві.
Загалом протягом кар'єри у національній команді, яка тривала 4 роки, провів у її формі 12 матчів, забивши 2 голи.